# Acidófilo
Un acidófilo (del griego, textualmente, "que ama el ácido") es un organismo, o la estructura del cual, que se desarrolla preferentemente en un medio ácido. Suele tratarse de bacterias y otros organismos muy simples que son capaces de desarrollarse en condiciones de pH demasiado bajo para la mayoría de formas de vida. Forman parte así, del grupo de organismos extremófilos, es decir, que viven en condiciones extremas.Las plantas acidófilas prefieren las zonas con sombra y húmedas, ya que estas son las mejores condiciones para su crecimiento; además, con el mismo fin, se puede aportar a la tierra abonos orgánicos, pero las dosis que se apliquen de estos debe ser bastante reducida. También se denomina acidófilo a las estructuras celulares o tisulares que pueden teñirse con colorantes ácidos.
En dietética, acidófilo es el nombre genérico que recibe cierto grupo de probióticos, generalmente añadidos a la leche o en cápsulas, que contienen una o más de las siguientes bacterias que ayudan a la digestión:
- Lactobacillus acidophilus (A)
- Lactobacillus casei (C)
- Lactobacillus bulgaricus
- Bifidobacterium bifidum (B)
- Streptococcus thermophilus

Sólo L. acidophilus es un auténtico acidófilo, aunque muchos fabricantes usan ese nombre genérico para describir una serie de preparaciones bacterianas en las que se incluye a L. acidophilus. Los acidófilos dietéticos pueden encontrarse de forma natural en yogures y otros alimentos. 
Otros acidófilos hallados en fuentes naturales son las bacterias:
- Acidithiobacillus
- Acetobacter
- Acidobacteria

## Hiperacidófilo
Son hiperacidófilos aquellos seres que habitan lugares naturales como grietas volcánicas submarinas, aguas termales y otros lugares, normalmente húmedos y muy ácidos, donde el pH es extremadamente bajo (usualmente inferior a pH 2.0).

### Arqueas
Son extremófilas, comúnmente termófilas (termoacidófilas). El caso más extremo conocido es de Picrophilus oshimae, una Thermoplasmata, con un pH óptimo de 0,7, pudiendo crecer a -0,06 y morir a valores de pH mayores de 4,0. Este microorganismos habita en suelos muy calientes, ácidos y asociados con actividades volcánicas.
Algunas clases de arqueas hiperacidófilas son:
- Sulfolobales (Especies: Sulfolobus)
- Thermoplasmatales (Especies: Thermoplasma, Ferroplasma)
- Acidilobales
- ARMAN

### Otros organismos
En medios hiperácidos puede encontrarse gran diversidad de organismos. En el río Tinto (sur de España), con un pH entre 1,7 y 2,5, se ha encontrado un rico endemismo compuesto de arqueas quimiosintéticas, bacterias heterótrofas, algas unicelulares como las diatomeas, protistas, hongos, levaduras y rotíferos, entre otros.

### Mecanismos de adaptación
Los organismos acidófilos tienen que adaptarse a un medio con una gran concentración de protones. Para ello, deben asegurarse de que sus proteínas no se desnaturalizan. Para eso, todas las proteínas que sintetizan tienen un alto peso molecular, de manera que se forman más enlaces entre aminoácidos. De esa manera, la estructura secundaria es mucho más estable, dificultando la rotura de los enlaces que la mantienen y haciendo que la proteína siga siendo funcional a pesar de estar en un ambiente de gran concentración de protones. Por otro lado, los microorganismos acidófilos también cuentan con una serie de bombas de protones que se dedican a expulsarlos al exterior, manteniendo un pH cercano a la neutralidad en el interior de la bacteria. Sin embargo, se han encontrado microorganismos en minas ricas en ácido sulfúrico que no presentaban pared celular, con lo que estaban más expuestas a estas altas concentraciones de protones sin protección aparente.